# جون نولز هير
جون نولز هير (بالإنجليزية: John Knowles Herr)‏ هو عسكري أمريكي، ولد في 1 أكتوبر 1878 في Whitehouse, New Jersey ‏ في الولايات المتحدة، وتوفي في 12 مارس 1955 في واشنطن العاصمة في الولايات المتحدة.

## وصلات خارجية
- جون نولز هير على موقع الموسوعة البريطانية (الإنجليزية)